# 芦川村
芦川村（あしがわむら）は、山梨県にあった村。
2006年8月1日、笛吹市への編入合併により同村及び東八代郡は消滅した。

## 概要

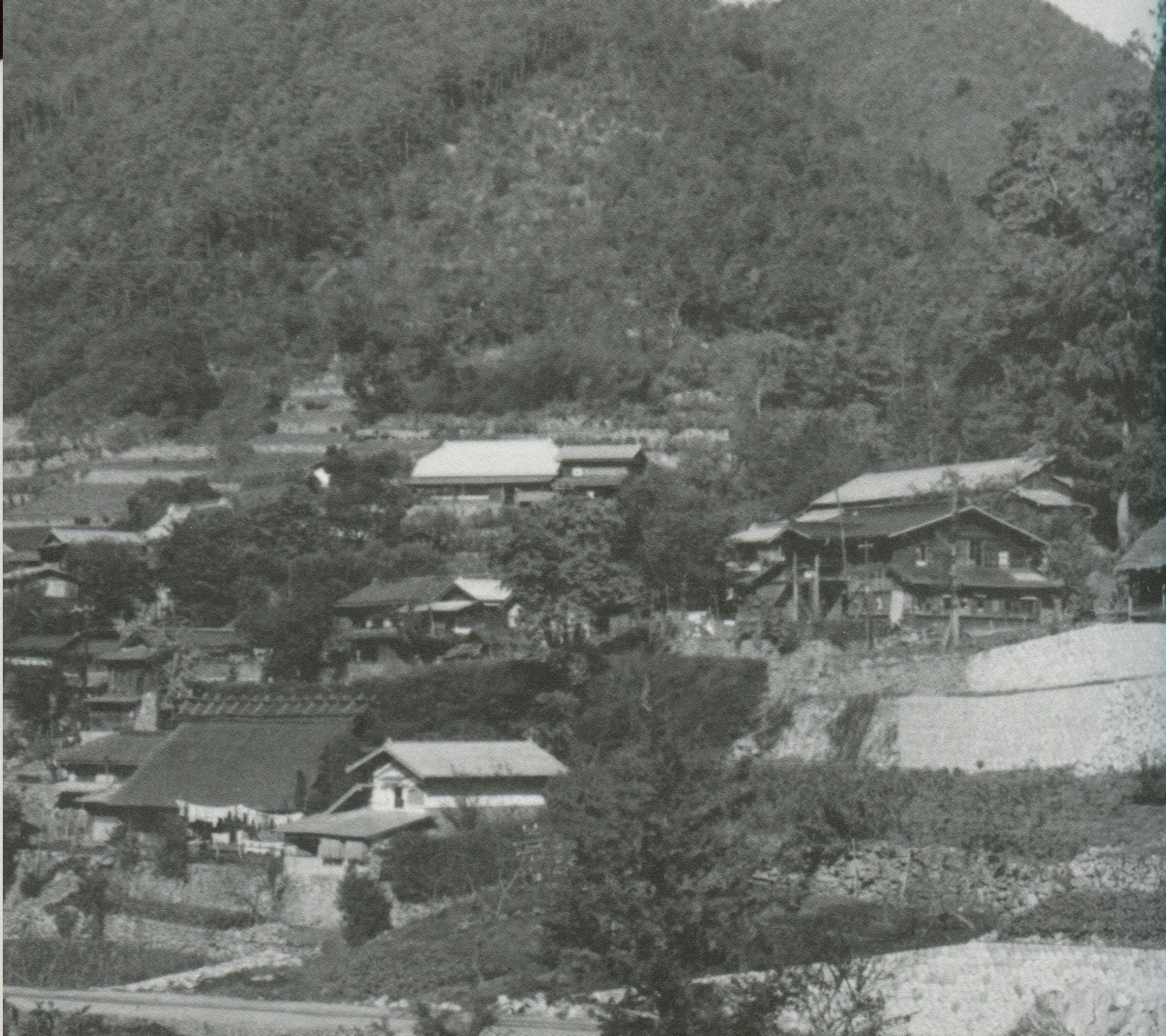
1959年頃の村の中心部

甲府盆地と富士山の間の御坂山地の中央部にある山村であり、笛吹市との編入合併直前は県内の自治体で一番人口が少なかった。スズランの群生地がある。

## 地理
東八代郡の最南端、山梨県を「国中地方」と「郡内地方」に分ける御坂山地にある山村。
富士川の支流芦川の源流部にある。
また、2006年3月1日に中道町が甲府市に編入されたことで、東八代郡で唯一の自治体となっていた。

### 気候

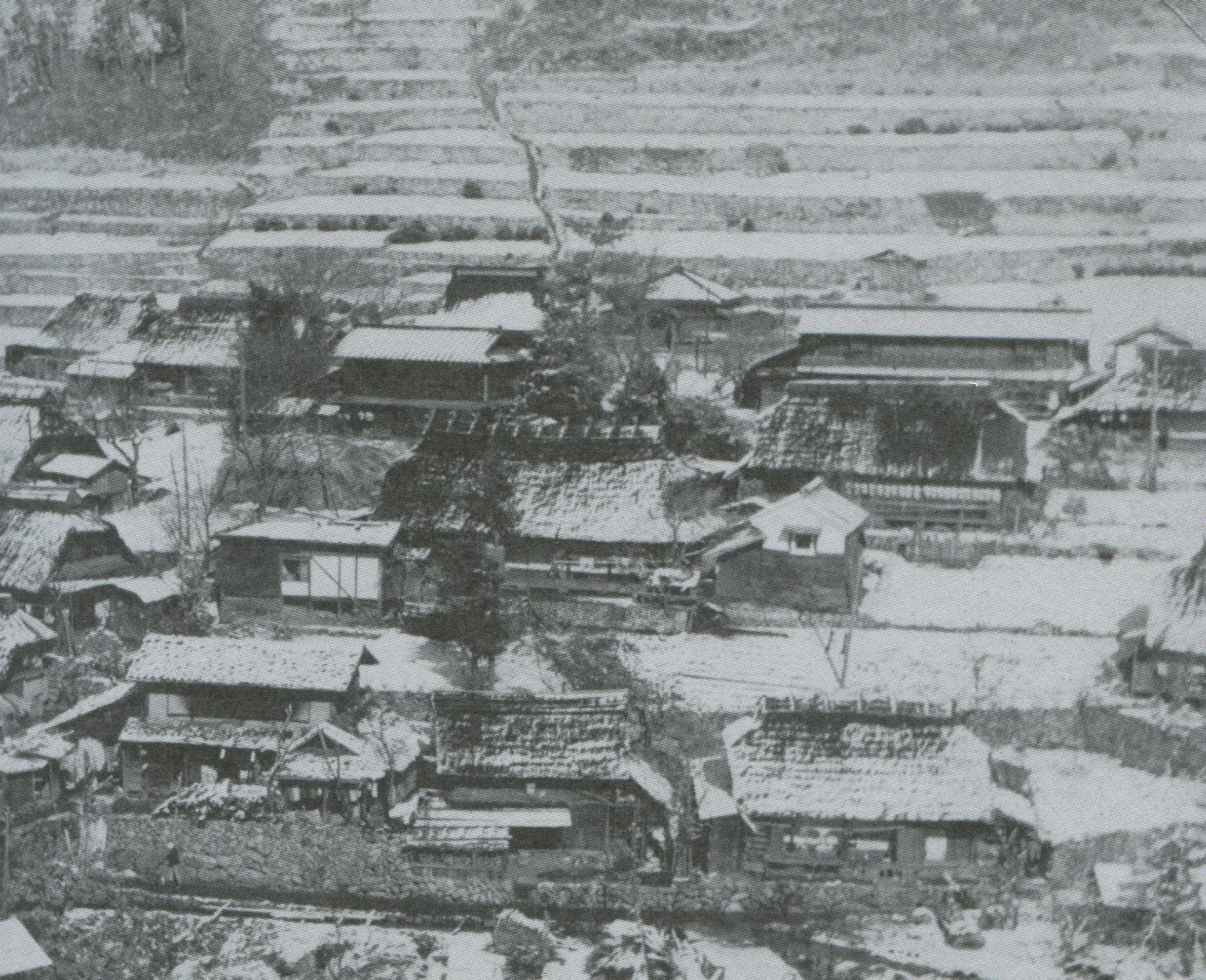
冬季には雪に閉ざされる
1945年頃撮影

- 年平均気温が10.4℃であり、これは県庁所在地である甲府市との平均気温と約3度ほど差がある。夏は冷涼であるが、冬は雪が降る。風向きは芦川渓谷に沿って東風と西風が強い。[2]

### 自然災害
- 1991年9月に発生した平成3年台風第19号では死者1名・重傷者1名・中芦川で住宅8戸が流されるなどの被害が発生した[3]。

### 人口
- 誕生後から第二次世界大戦終戦までは主に都心部からの疎開者・復員兵によって人口が増加したが、終戦後は集団就職などによって都心部に人口が流出し、人口が減少した[4]。2003年4月1日に芦安村が5町村と合併して南アルプス市となった後は、山梨県下で最も人口の少ない自治体だった。人口が1000人に満たないことゆえに過疎化が進行し、若年層の流出が深刻であり、高齢化が進んだ[2]。それを食い止めることを目的として村内に居住することを目的として1983年・1984年・1989年に教員住宅[5]、さらに2001年に上芦川に村営住宅を完成させた[6]。また、1988年に山村留学事業を開始し、村営住宅が建設され、小中学生11人・教員20人が入居し、村民になった[5]。

## 歴史

### 先史・古代・中世
『吾妻鏡』に拠れば、平安時代後期の治承4年（1180年）10月13日には甲斐源氏の一族が甲府盆地から富士北麓に至る若彦路を通過したとされる。若彦路のルートは鳥坂峠を越えて上芦川に達し、大石峠を越え都留郡大石（富士河口湖町大石）に至ると考えられている。戦国時代には中道往還が甲斐・駿河間を結ぶ道として発展し、若彦路の重要性は低下する。
天正10年（1582年）の織田信忠禁制に拠れば、中芦川・上芦川は鳥坂峠を挟んだ竹居（笛吹市御坂町・笛吹市八代町）と一帯の地域で、「竹井足河惣郷」と称されたという。これに対して、鶯宿（おうしゅく）は芦川上流域が含まれる九一色郷に属した。鶯宿は江戸時代にも中世以来の諸役免許の特権を持ち、商業活動を行った。

### 近世
江戸時代には上芦川村・中芦川村・鶯宿村が成立する。九筋二領では上芦川村・中芦川村は八代郡小石和筋に属し、鶯宿村は八代郡中郡筋に属した。領主支配は、『慶長古高帳』によれば江戸初期には上芦川村・中芦川村が幕府直轄領、鶯宿村は旗本・渡辺氏領。『元禄郷帳』では旗本・新庄領も存在している。宝永2年（1705年）には三村とも甲府藩領となり、享保9年（1724年）には甲斐一国の幕府直轄領化にともない幕領・上飯田代官所支配となる。延享3年（1746年）には鶯宿村が御三家・田安家領となる。

### 近代
1868年（明治元年）5月には甲斐国の四境に24ヶ所の関門が設置され、上芦川村の若彦路の口留番所が改められ芦川関門となり、役人・手代が配置された。明治2年10月、甲斐国の田安家領で田安領一揆が発生する。村域のうち鶯宿村は田安家領に属しているが、騒動の関わりは不明。
1872年（明治5年）の区制採用では三村とも八代郡第八区に属し、翌1873年（明治6年）の改正では山梨県第23区の所属となった。三ヶ村の初代戸長は上芦川村が飯高重兵衛、中芦川村が芦沢善右衛門、鶯宿村が宮川吉造。当初は各戸長の自宅が役場となったが、明治5年1月に中芦川村の宝珠寺内に役場が設けられ、三ヶ村は組合村となった。1878年（明治11年）には郡区町村編制法が施行され、三ヶ村は旧来の八代郡が分割されて新たに発足した東八代郡の所属となった。
1872年（明治5年）には学制が施行され、翌1873年（明治6年）には上芦川村では上芦川小学校が、中芦川村では中芦川学校が、鶯宿村では鶯宿小学校がそれぞれ開校した。当初は各村の寺院や旧村会議所を校舎としていたが、1887年（明治20年）に三校が統合され、中芦川村に芦川尋常小学校が開校した。
1889年（明治22年）には三村が組合村を結成し、1941年（昭和16年）に合併して芦川村が成立する。三ヶ村の生業は、近世後期から近代初頭には鶯宿村で稲作が多く、上芦川・中芦川村では田地が少なく麦・雑穀を中心とする畑作や養蚕、製炭など山稼ぎが主要産業であった。近代には養蚕が主要産業となり、副業として製炭・こんにゃく栽培を組み合わせた生業形態が成立する。
1923年（大正12年）には鶯宿水力電気株式会社が発電所を建設する。近年は過疎化が進行している。

### 沿革
- 1941年（昭和16年）8月1日 - 上芦川村・中芦川村・鶯宿村が合併して発足する[15]。
- 1969年（昭和44年）3月24日 - 村章を制定する[16]。
- 1969年（昭和44年）4月1日 - 村花・村木が制定される[16]。
- 1986年（昭和61年）11月3日 - 村民憲章を制定する[16]。
- 1996年（平成8年）7月14日 - 交通死亡事故1万日を達成する[3]。
- 2002年（平成14年）10月31日 - 交通死亡事故12300日を達成する[6]。
- 2006年（平成18年）8月1日 - 笛吹市に編入。同日芦川村廃止。

## 地域

### 大字
- 笛吹市の編入合併後には「笛吹市芦川町（大字）」と表記される。
  - 上芦川
  - 新井原
  - 中芦川
  - 鶯宿

## 行政
- 村長 - 野沢今朝幸

### 行政施設
- 芦川村役場
- 芦川ふるさと総合センター

### 村の歌･花･木･鳥
1969年4月1日に村花・村木が制定される
- 村歌 - なし
- 村花 - スズラン
- 村木 - シラカンバ
- 村鳥・村獣 - なし

### 村章

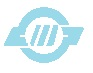
芦川村章

- 1969年3月24日に左右を「ア」と置き、図案化し、「川」を配し、村民の「和･協力･団結」と村の発展を象徴している目的に制定された[16]。

### 自治体合併

#### 甲府市・中道町・上九一色村との合併
- 2002年10月に甲府市・東八代郡中道町・同郡上九一色村とで「甲府市・中道町・上九一色村・芦川村合併協議会」が発足したが、2004年4月21日の第9回甲府市・中道町・上九一色村・芦川村合併協議会で解散を決定し、6月30日に解散した[6][17]。その後、甲府市・中道町・上九一色村とで合併協議を進め、2006年3月1日に甲府市に編入合併した。

#### 笛吹市との合併
- 2004年10月に「笛吹市・芦川村合併協議会」が発足し、2006年8月1日に編入合併された[6]。編入合併前の2006年7月22日に芦川ふるさと総合センターで閉村式が行われた。[6]。

## 産業
- 芦川渓谷の間の僅かな平地で主に段々畑で米作と畑作が行われている[2]。ホウレンソウ・コンニャクイモ・そば・山葵の栽培が盛んである[18][19]。

## 交通

### 交通死亡無事故達成
- 1996年7月14日には1万日を達成し、当時存在していた自治体では2番目に長い記録を達成し、山梨県警察から感謝状授与。記念として芦川村立芦川小学校・芦川村立芦川中学校で「一〇〇〇〇」の人文字を参加者全員で作った[3][20]。その後も記録を伸ばし続け、2002年10月31日に交通死亡無事故12300日を達成。山梨県警察本部長表彰伝達式が行われた[21]。

### バス
- 芦川村営バス

### 道路
国道はない。
- 山梨県道36号笛吹芦川市川三郷線
- 山梨県道719号富士河口湖芦川線

### アクセス
最寄り駅：JR中央本線石和温泉駅

#### 甲府市から
- 自動車 - 国道358号から山梨県道36号笛吹芦川市川三郷線　約25km　（約1時間）
- 鉄道 - 甲府駅 → （中央本線：7分） → 石和温泉駅 → バス60分　（約1.5時間）

#### 東京都から
- 新宿駅（特急あずさ：90分） → 石和温泉駅 → バス60分　（約2.5時間）

2010年3月に、御坂山地を挟んだ富士河口湖町との間に若彦トンネルが供用され、富士北麓地域とのアクセス道路が確保された。

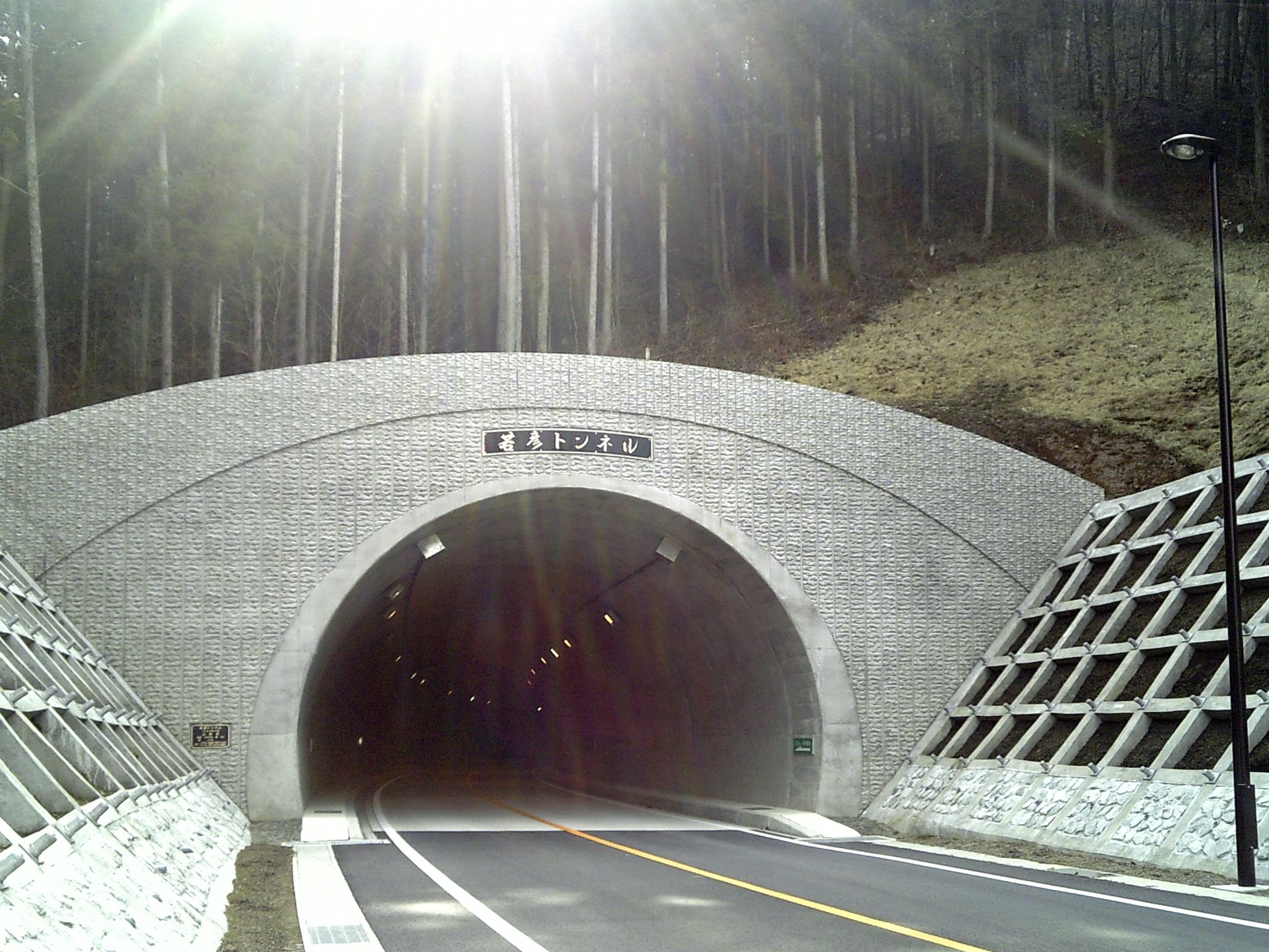
若彦トンネル北口（芦川側）

## 教育
- 芦川村立芦川小学校
- 芦川村立芦川中学校 - 笛吹市編入合併後の2010年3月31日に閉校した。

## 建築様式
- 兜造
- 芦川の石垣

## 観光地
- 芦川渓谷

## 祭事・催事
- すずらんの里祭り - 毎年5月に開催される

## 出身者
- 安田あとり - フリークライマー